# Neşe Şensoyová
Neşe Şensoy Yıldız [Neše Šensoj] (* 10. června 1974 Istanbul, Turecko) je bývalá reprezentantka Turecka v judu.

## Sportovní kariéra
Judu se věnovala v Ordu pod vedením Yüksela Çalışkana. Účastnila se dvou olympijských her s bilací jednoho vítězství a dvou porážek.

## Výsledky
| Turnaj             | 1992            | 1993            | 1994            | 1995            | 1996            | 1997            | 1998            | 1999            | 2000            | 2001            | 2002            | 2003            | 2004            | 2005            | 2006            | 2007            | 2008            |
| Turnaj             | 18              | 19              | 20              | 21              | 22              | 23              | 24              | 25              | 26              | 27              | 28              | 29              | 30              | 31              | 32              | 33              | 34              |
| Turnaj             | superlehká váha | superlehká váha | superlehká váha | superlehká váha | superlehká váha | superlehká váha | superlehká váha | superlehká váha | superlehká váha | superlehká váha | superlehká váha | superlehká váha | superlehká váha | superlehká váha | superlehká váha | superlehká váha | superlehká váha |
| ------------------ | --------------- | --------------- | --------------- | --------------- | --------------- | --------------- | --------------- | --------------- | --------------- | --------------- | --------------- | --------------- | --------------- | --------------- | --------------- | --------------- | --------------- |
| Olympijské hry     | —               |                 |                 |                 | —               |                 |                 |                 | úč.             |                 |                 |                 | úč.             |                 |                 |                 | —               |
| Mistrovství světa  |                 | —               |                 | úč.             |                 | —               |                 | úč.             |                 | úč.             |                 | 3.              |                 | úč.             |                 | úč.             |                 |
| Mistrovství Evropy | —               | —               | úč.             | —               | —               | —               | úč.             | 7.              | 7.              | 7.              | úč.             | úč.             | 7.              | 3.              | 2.              | úč.             | úč.             |
| ME juniorů         | úč.             |                 |                 |                 |                 |                 |                 |                 |                 |                 |                 |                 |                 |                 |                 |                 |                 |